# Mimoides kumbachi
Mimoides kumbachi is een vlinder uit de familie van de pages (Papilionidae). De wetenschappelijke naam van de soort is voor het eerst geldig gepubliceerd in 1935 door Vogeler. Deze naam wordt wel beschouwd als een synoniem van Mimoides lysithous subsp. eupatorion.